# Pierre Achille Carbonneau
Pour les articles homonymes, voir Carbonneau.
Pierre Achille Carbonneau est un homme politique français né le 23 décembre 1798 à Lectoure (Gers) et mort le 9 juin 1865 à Lectoure.

## Biographie
Avocat, il est un opposant à la Monarchie de Juillet. Conseiller général, il est sous-commissaire du gouvernement à Lectoure, en février 1848. il est député du Gers du 23 avril 1848 au 2 décembre 1851, siégeant avec les républicains modérés.

## Sources
- « Pierre Achille Carbonneau », dans Adolphe Robert et Gaston Cougny, Dictionnaire des parlementaires français, Edgar Bourloton, 1889-1891 [détail de l’édition]
- Renée Courtiade, Les acteurs de la 2e république dans le Gers, Bulletin de la Société archéologique du Gers, n° 385, 3e trimestre 2007